# نايل برين
نايل برين (بالإنجليزية: Niall Breen)‏ هو سائق سباق أيرلندي، ولد في 8 مايو 1986 في دوندالك في جمهورية أيرلندا.

## وصلات خارجية
- نايل برين على موقع DriverDB.com (الإنجليزية)